# وولیاگمنی
وولیاگمنی (به لاتین: Vouliagmeni) یک شهرک در یونان است که در استان آتیک واقع شده‌است.

## جمعیت
| سال  | جمعیت |
| ---- | ----- |
| ۱۹۸۱ | ۲٬۸۹۷ |
| ۱۹۹۱ | ۳٬۴۵۰ |
| ۲۰۰۱ | ۶٬۴۴۲ |
| ۲۰۱۱ | ۴٬۱۸۰ |